# リトポン
リトポン(Lithopone)は、硫酸バリウムと硫化亜鉛の混合物である白色顔料である。室内塗料や琺瑯に用いられる。白色塗料に広く用いられている。

## 歴史
Krebs Pigments and Chemical Company社やその他の会社によって製造された。硫化亜鉛の割合を変えることによって、異なった封が付けられた。金の封と銅の封は40から50%の硫化亜鉛を含み、隠蔽力や強度がより強い。

## 性質
良い手触りの鮮明な白色で鉛白にまさった。アマニ油やワニス等の油とよく混ざり、日光が当たると素早く灰色に変化し、暗いところでは白色に戻った。